# IC 5209
IC 5209 — галактика типу S? (спіральна галактика) у сузір'ї Журавель.
Цей об'єкт міститься в оригінальній редакції індексного каталогу.